# Mexic la Jocurile Olimpice de iarnă din 2014
Mexic a participat la Jocurile Olimpice de iarnă din 2014 din Soci, Rusia în perioada 7 - 23 februarie 2014. Singurul participant din delegație, Hubertus von Hohenlohe, este al doilea cel mai în vârstă sportiv olimpic, cu cea mai mare durată de participare, de 30 de ani (a debutat la Sarajevo 1984).

## Competitori
| Sport      | Masculin | Feminin | Total |
| ---------- | -------- | ------- | ----- |
| Schi alpin | 1        | 0       | 1     |
| Total      | 1        | 0       | 1     |

## Schi alpin
Conform listei de sportivi calificați publicată la 20 ianuarie 2014, Mexic a avut un sportiv calificat. Prințul Hubertus von Hohenlohe a purtat un mariachi tradițional în timpul desfășurării probelor sale.
| Sportiv                | Probă           | Manșa 1 | Manșa 1 | Manșa 2 | Manșa 2 | Total | Total |
| Sportiv                | Probă           | Timp    | Loc     | Timp    | Loc     | Timp  | Loc   |
| ---------------------- | --------------- | ------- | ------- | ------- | ------- | ----- | ----- |
| Hubertus von Hohenlohe | Slalom masculin |         |         |         |         |       |       |